# Emerald (Australia)
Emerald – miasto w stanie Queensland w Australii. Ośrodek administracyjny regionu Central Highlands, a przed jego utworzeniem w 2008 roku – hrabstwa Emerald. W 2021 roku zamieszkane przez 14 904 osoby.
Miasto powstało w 1879 roku jako osiedle robotników zatrudnionych przy budowie linii kolejowej z Rockhampton na zachód.